# توني غراهام (دراج)
توني غراهام (بالإنجليزية: Tony Graham)‏ هو دراج نيوزيلندي، ولد في 26 مارس 1962 في غيسبورن ‏ في نيوزيلندا.

## وصلات خارجية
- توني غراهام على موقع أوليمبيديا (الإنجليزية)